# Método Lely

Un diagrama del método Lely modificado, que muestra un crisol de grafito rodeado de bobinas de inducción para el calentamiento. La charge carburo de silicio se sublima desde el fondo de la cámara y se deposita en la tapa superior, que está más fría.

El método Lely o proceso Lely es una tecnología de crecimiento de cristales utilizada para producir cristales de carburo de silicio para la industria de semiconductores. La patente para este proceso fue presentada en los Países Bajos en 1954 y en los Estados Unidos en 1955 por Jan Anthony Lely de Philips Electronics. La patente fue otorgada posteriormente el 30 de septiembre de 1958, y fue refinada por D. R. Hamilton et al. en 1960, y por V. P. Novikov y V. I. Ionov en 1968.

## Generalidades
El método Lely produce cristales de carburo de silicio a granel a través del proceso de sublimación. El polvo de carburo de silicio se carga en un crisol de grafito, que se purga con gas argón y se calienta a aproximadamente 2,500 °C (4,530 °F). El carburo de silicio cerca de las paredes exteriores del crisol se sublima y se deposita en una barra de grafito cerca del centro del crisol, que está a una temperatura más baja.
Existen varias versiones modificadas del método Lely, más comúnmente el carburo de silicio se calienta desde el extremo inferior en lugar de las paredes del crisol, y se deposita en la tapa. Otras modificaciones incluyen la variación de la temperatura, el gradiente de temperatura, la presión de argón y la geometría del sistema. Por lo general, se utiliza un horno de inducción para alcanzar las temperaturas requeridas de 1,800–2,600 °C (3,270–4,710 °F).: 195 